# Drohmberg
Der Drohmberg (obersorbisch Lubin), auch Thromberg, Thronberg oder Traumberg genannt, ist ein 429,4 m hoher Berg bei Bautzen in Sachsen. Er wird auch als dessen Hausberg angesehen.

## Lage
Er liegt ca. 6 km südöstlich vom Stadtzentrum Bautzens entfernt. Südwestlich liegt die Gemeinde Großpostwitz, westlich der Ortsteil Rascha, nordwestlich der Ortsteil Ebendörfel, nördlich der Ortsteil Binnewitz und südöstlich der Ortsteil Cosul.
Der Berg ist Teil der nördlichsten Bergkette des Oberlausitzer Berglandes, die im Czorneboh gipfelt. Er stellt einen eindrucksvollen Eckpfeiler gegen das westlich liegende Spreetal dar, von dem sich der südwestliche Gebirgsfuß um 200 m erhebt.

## Geologie, Bodenkunde, Hydrologie sowie Flora und Fauna
Das Gestein des Drohmberges, ein Zweiglimmergranodiorit, tritt auf dem Gipfel in Felsklippen (als sogenannte Teufelskanzel) von ca. 3 m Höhe zutage. Blöcke liegen am Oberhang verstreut.
Lößlehm, welcher ursprünglich auch den Gipfelbereich überzog, wurde mit der periglazialen Fließerde hangabwärts umgelagert. Im Bereich des Unterhanges ist er dabei über 0,5 m mächtig. Der Oberhang und das Plateau weisen nur eine geringmächtige Fließerdedecke über dem stark zerklüfteten Grundgestein auf, das einen grusigen und steinigen Verwitterungsboden bildet.
Bei einem ungünstigen Wasserhaushalt der häufig staunassen oder aber rasch austrocknenden Böden (Pseudogleye und saure podsolige Braunerden), zumal außer kleinen Quellaustritten am Südhang keine Gewässer vorhanden sind, weist der Wald schlechte Wachstumsbedingungen auf. Die starke „Verwüstung“ des Waldes geht zum Teil auf Waldweide und Streunutzung bis zum Jahre 1840 zurück. Der gesamte Südhang ist aus diesem Grund, seit 1471 und 1507 von Hainitz und Postwitz in den Besitz des Rates zu Budissin übergegangen (111 ha), von 1819 an wurde dieser meist mit Lärchen bepflanzt. Dem dafür verantwortlichen städtischen Kämmereiverwalter Johann Gottlob Postel setzte die Stadt Bautzen im Jahr 1846 einen Gedenkstein der heute noch am südlichen Waldrand des Drohmberges steht. Anstelle des ursprünglichen Eichen-Birken-Waldes wurde in den folgenden Jahrzehnten jedoch vorwiegend Fichte gepflanzt.
Zahlreiche Brombeerarten wuchern häufig an den Rändern und auf Lichtungen des Waldes. Bemerkenswerte Arten sind die Zweifarbige Brombeere (Rubus bifrons), eine Charakterart des nördlichen Gebirgszuges, die Schlesische Brombeere (R. silesiacus) und die Bergbrombeere (R. senticosus).
Für den Bereich der Fauna ist erwähnenswert, dass noch 1920 die Haselmaus am Drohmberg nachgewiesen wurde.

## Geschichte

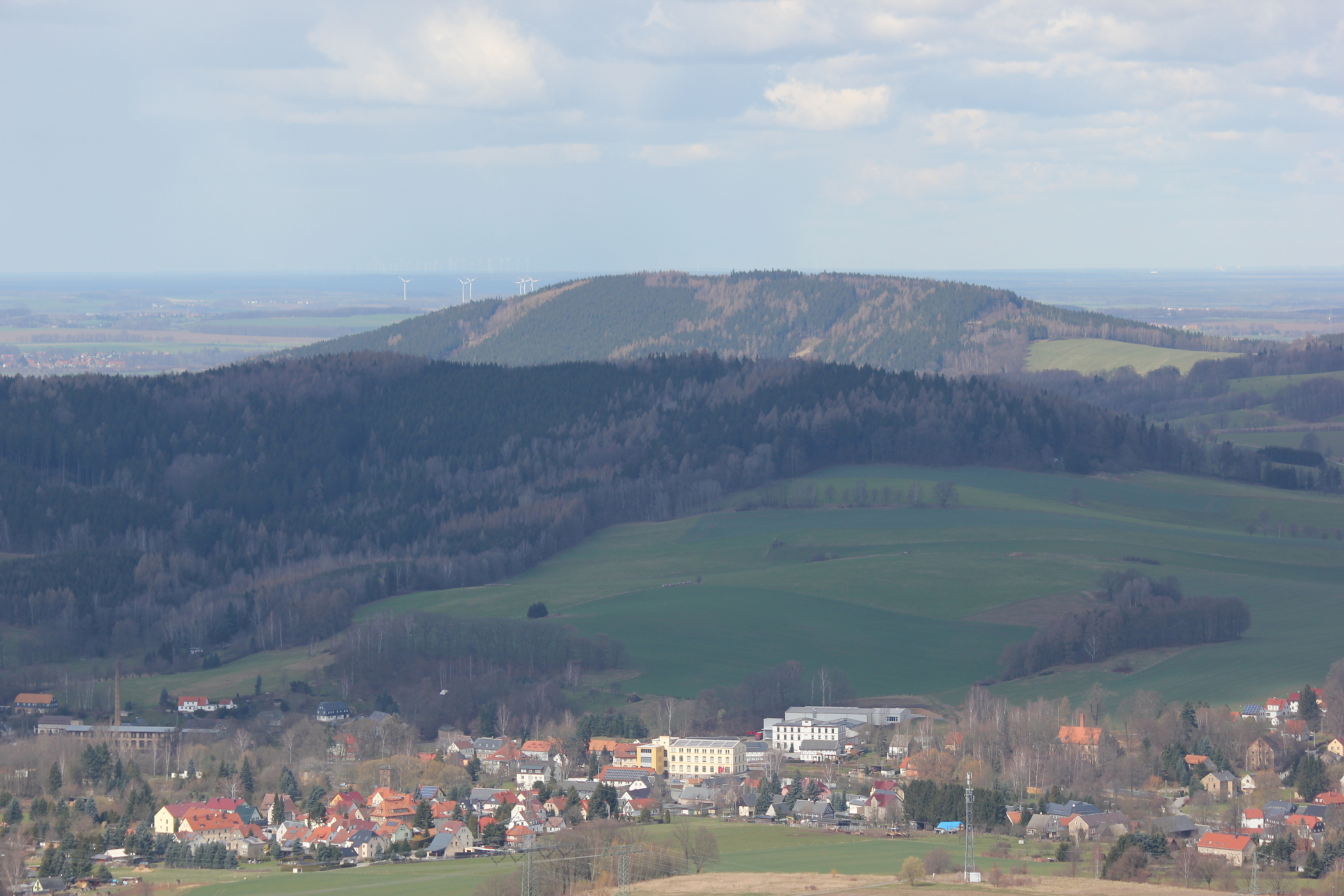
Der Drohmberg vom südlich gelegenen Bieleboh aus

Im Gegensatz zu alten Urkunden, wo der Name des Berges Troyenberg (1404) oder Tronberg (1471) geschrieben wurde, hat Oeder 1597 die Höhe nach dem nahe gelegenen Ort Ebendörfel – damals Bellschwitz – als „Beltzwitzer Bergk“ benannt.
Mit einer aus größeren Steinen gesetzten Mauer auf der offenen Ostseite ergibt sich ein flaches Plateau im Durchmesser von 10 Metern. Über die Herkunft der Mauer wird nichts konkretes berichtet. Es existiert jedoch eine mündliche Überlieferung, dass der Drohmberg im Mittelalter der Raubritterburg „Körse“ als Beobachtungsposten gedient haben soll.

## Sage

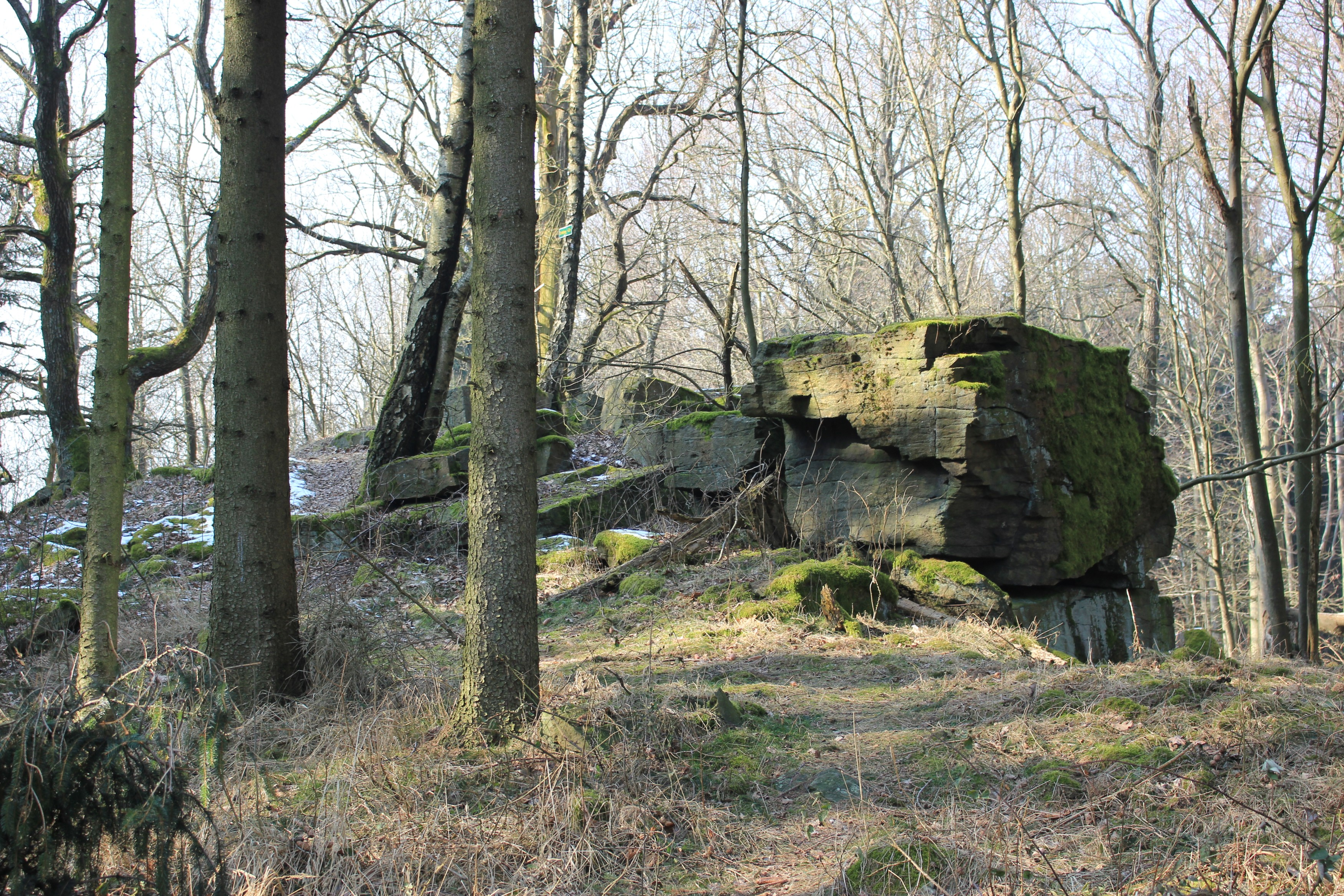
Felsformation auf dem Gipfel des Berges

Nach einer alten sorbischen Sage sollen sich hier sieben Könige auf sieben Steinblöcken auf dem „Lubin“ beraten haben, als die Deutschen ins Land der Sorben eindrangen. Der sich daran anschließende Kampf war sehr blutig. Die Schlacht ging für die Sorben verloren, dabei büßten alle sieben Könige ihr Leben ein. Sie wurden auf dem Berg zusammen mit ihren Kronen begraben und man wälzte sieben Blöcke auf deren Gräber, die von den Deutschen als Thron gedeutet wurden. Ähnlich der Kyffhäusersage sollen sie nun unter dem Berg auf den Tag warten, an dem ihr Volk sie zur Hilfe ruft.
Die Sage, die erstmals im frühen 19. Jahrhundert nachgewiesen werden kann, wurde in der sorbischen Literatur des Öfteren aufgegriffen, u. a. von Korla Awgust Jenč, Jakub Bart-Ćišinski und Měrćin Nowak-Njechorński. Im 19. und frühen 20. Jahrhundert trugen mehrere sorbische Vereine den Namen des Berges; zu DDR-Zeiten hieß das innerstädtische Hotel am Wendischen Graben in Bautzen Lubin. Bis heute trägt das dortige Restaurant diesen Namen.
Am Rundweg um den Berg erinnern seit dem Jahr 2021 zweisprachig beschriftete Skulpturen der sieben Könige an die Sage.
Nach anderen Sagen stammt der Name des Berges daher, dass entweder der zunächst erfolglose Erbauer einer Wasserkunst in Bautzen bzw. ein Handwerksbursche in Kenntnis der unerwartet nicht mehr funktionierenden Wasserkunst in Bautzen auf diesem Berg einschlief und im Traume die Lösung des Problems erkannte.

## Sehenswürdigkeiten

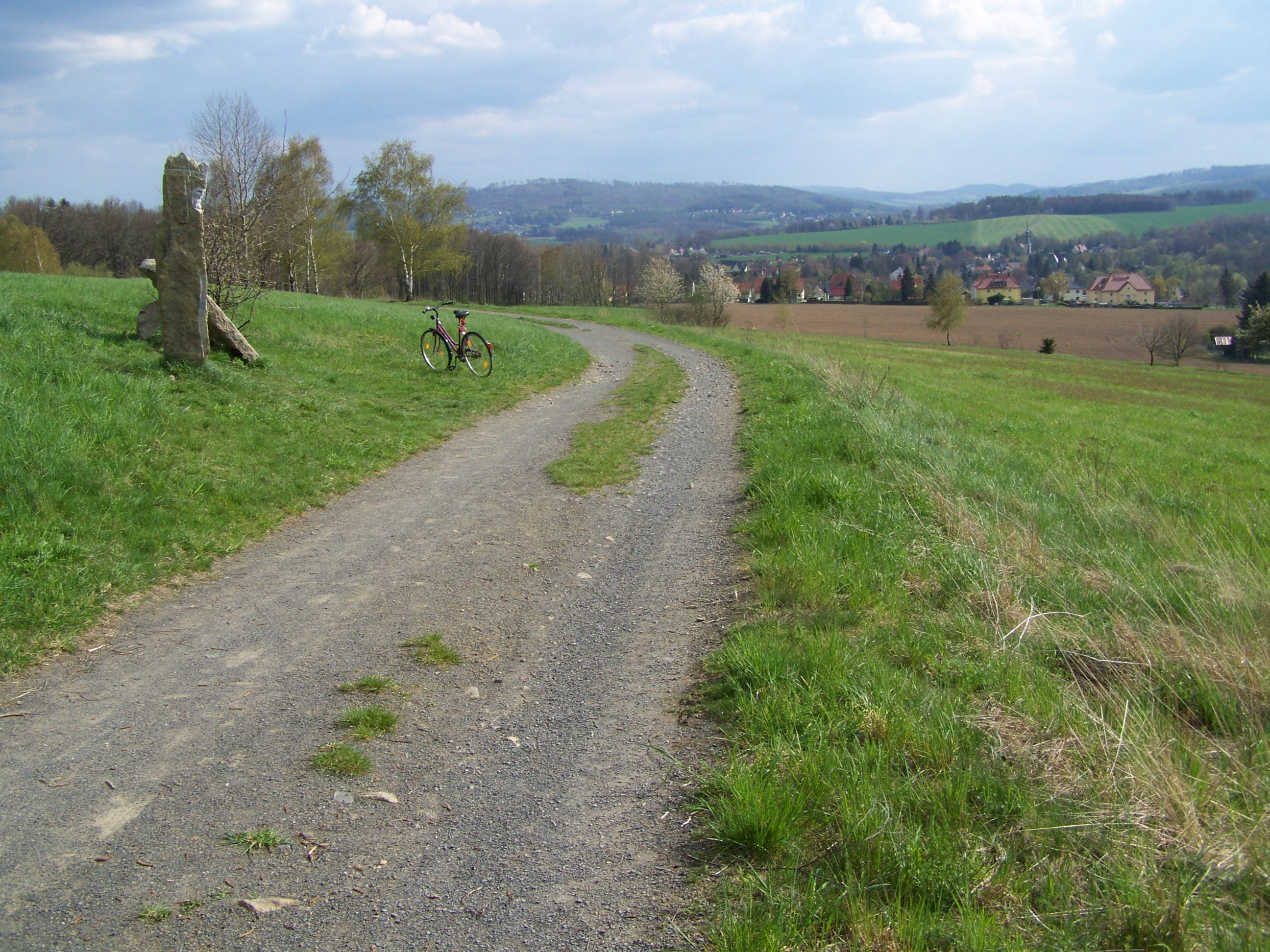
Ringweg um den Drohmberg, oberhalb von Großpostwitz
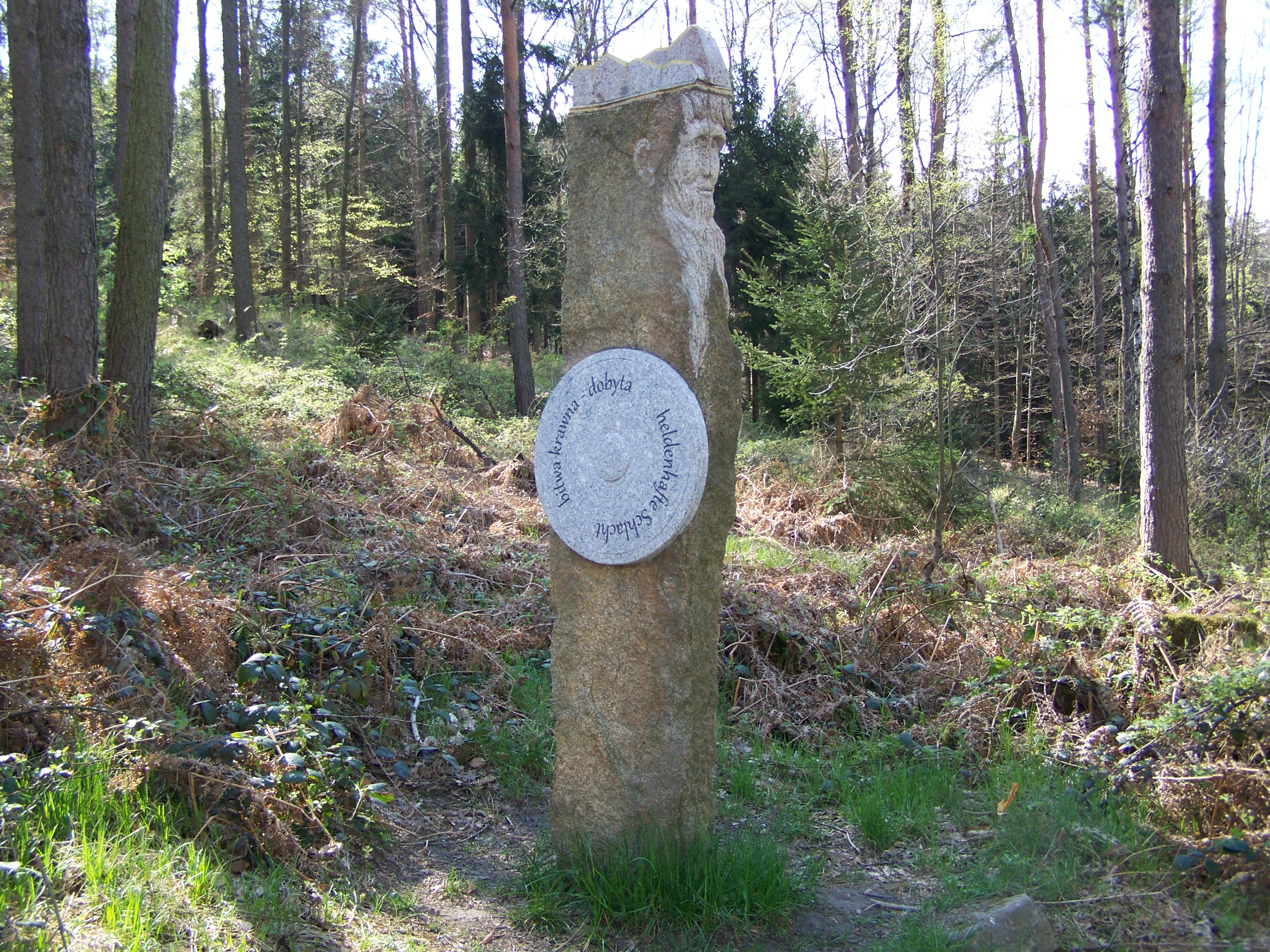
Steinsäule am Nordhang, unmittelbar am Rundweg stehend
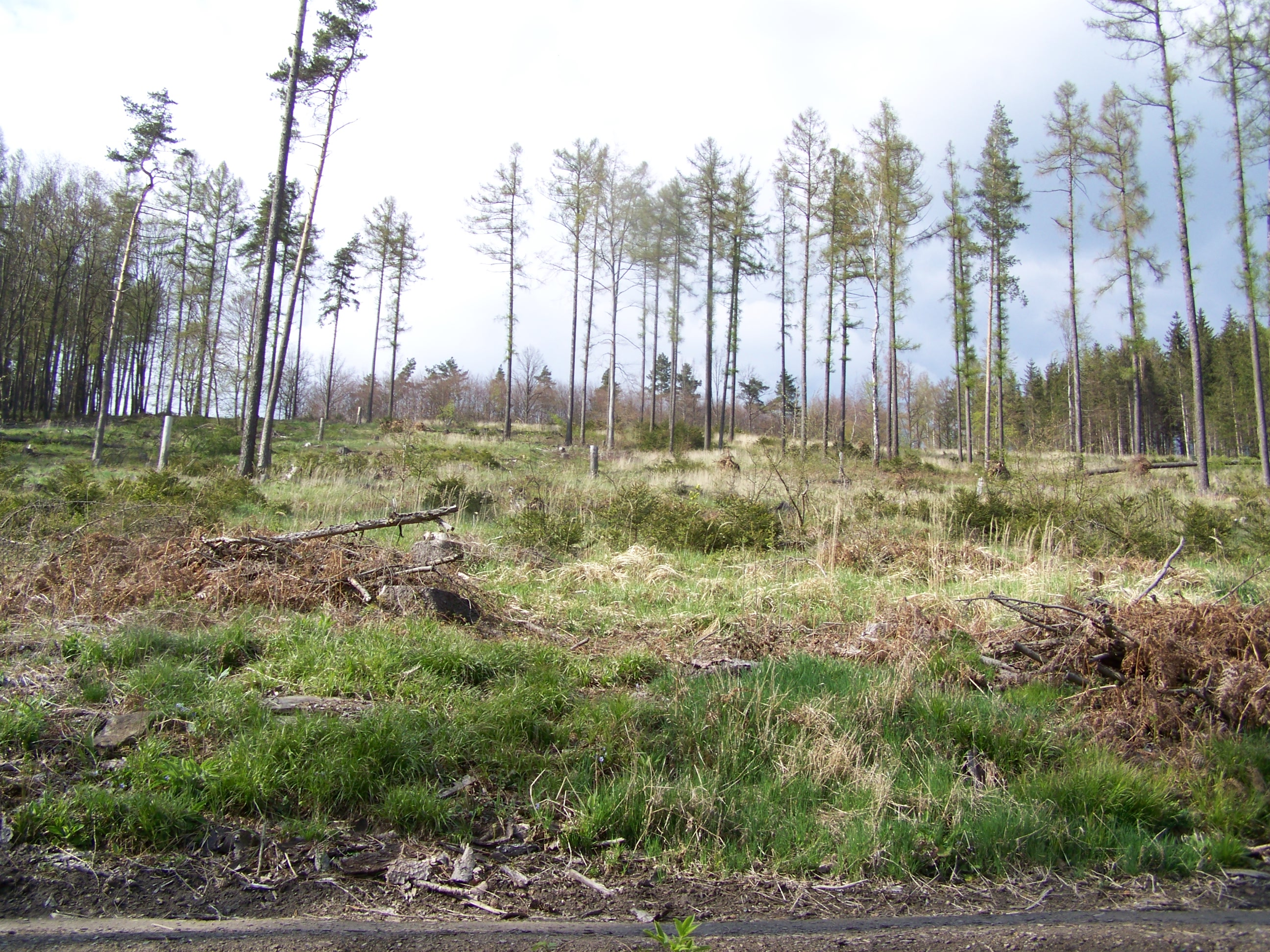
Kahlschlag am Südhang, nach Trockenheit und Käferbefall
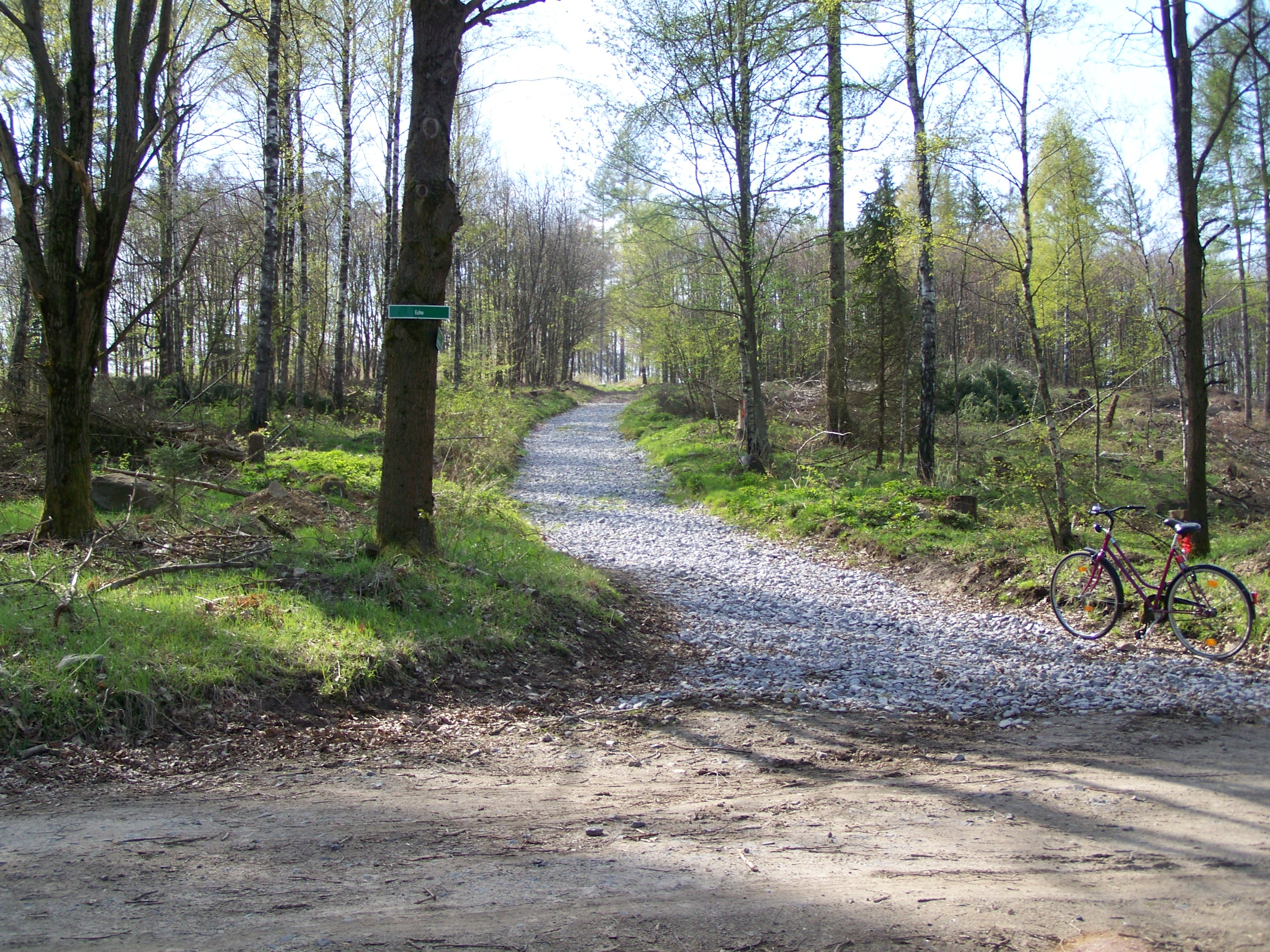
Aufstieg in Richtung zum Gipfel, am Echo beginnend
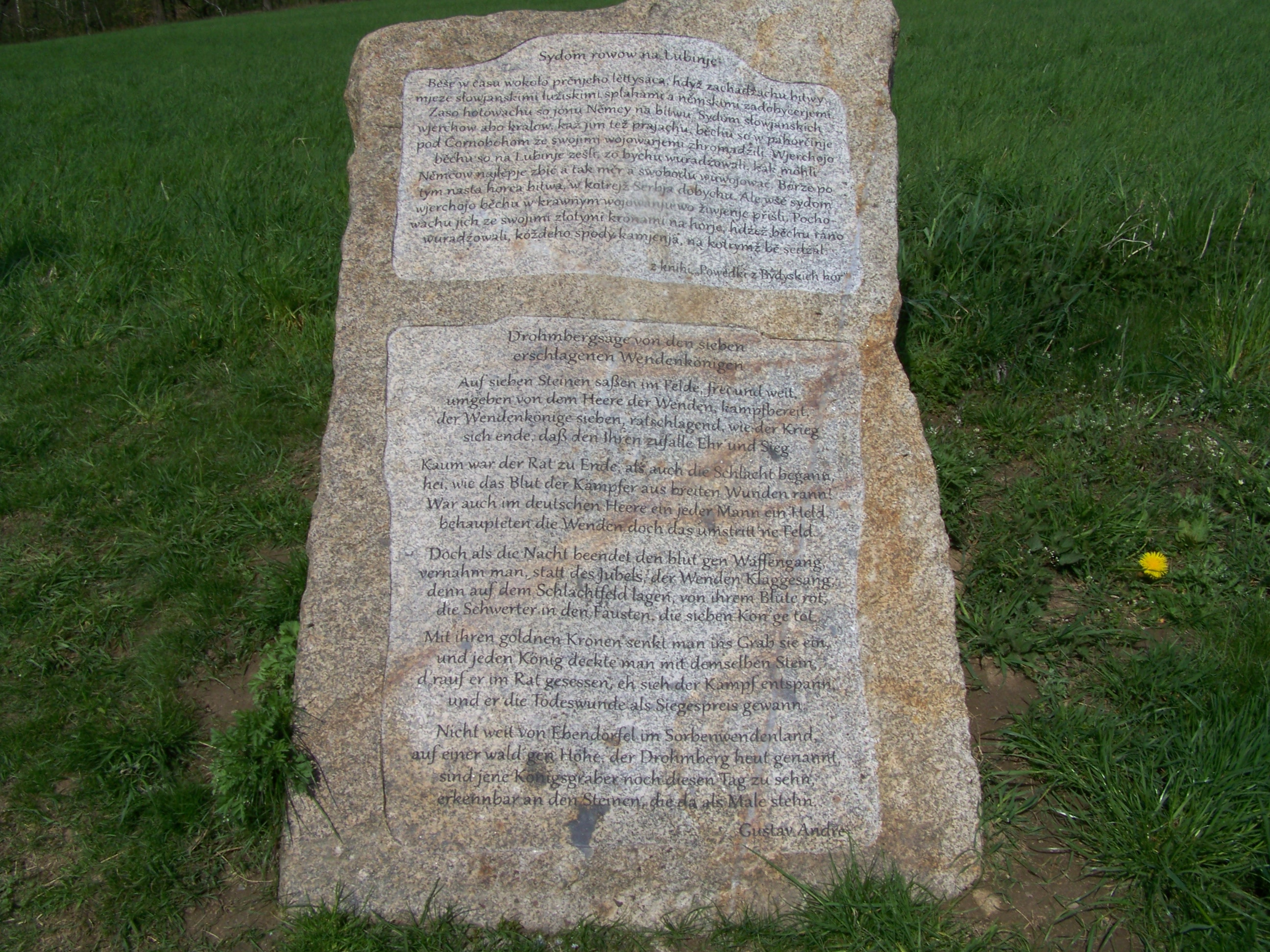
Steinplatte mit Beschriftung, am westlichen Rundweg
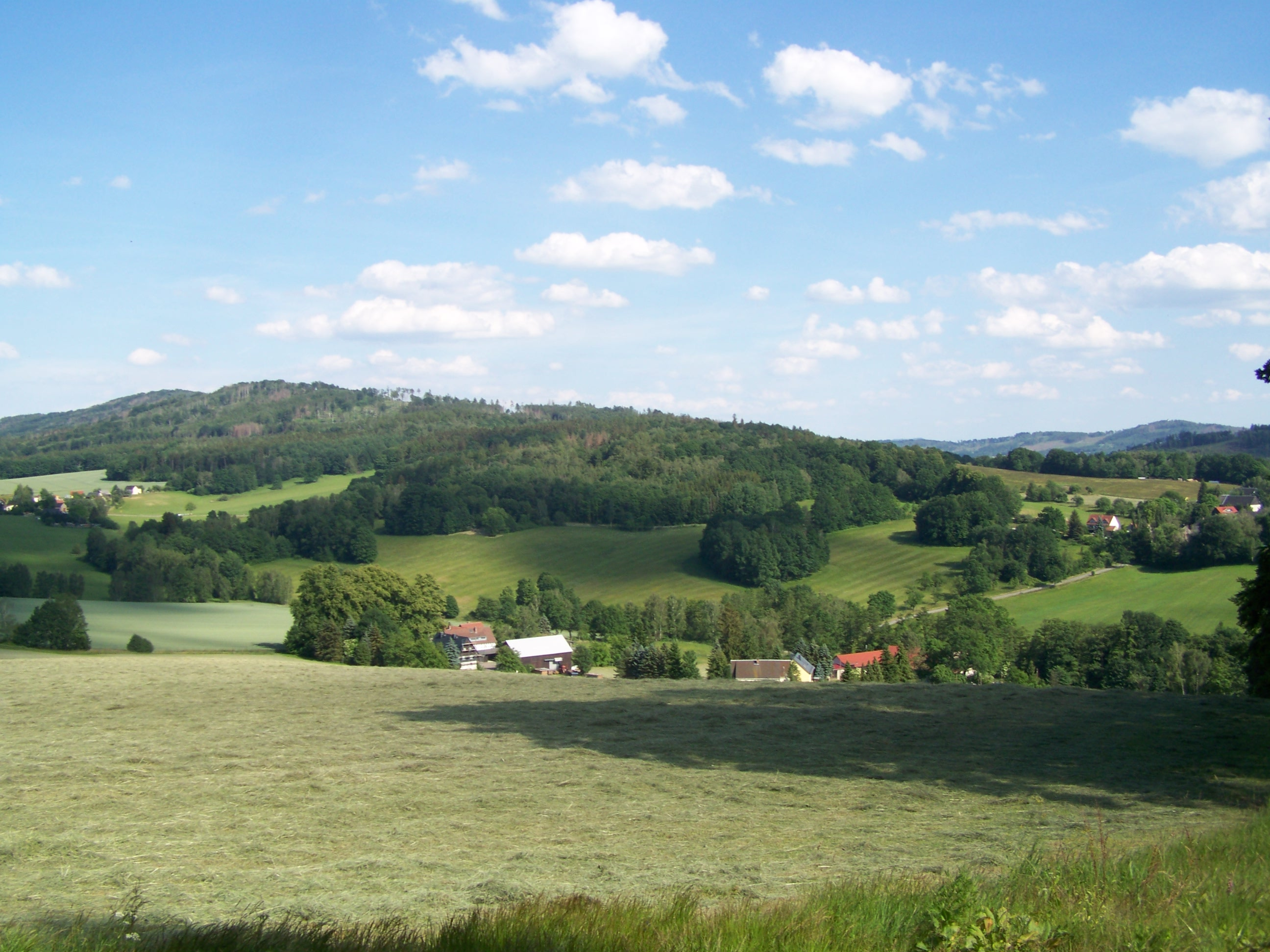
Blick vom Echo über Klein-Kunitz zur Pielitzer Höhe
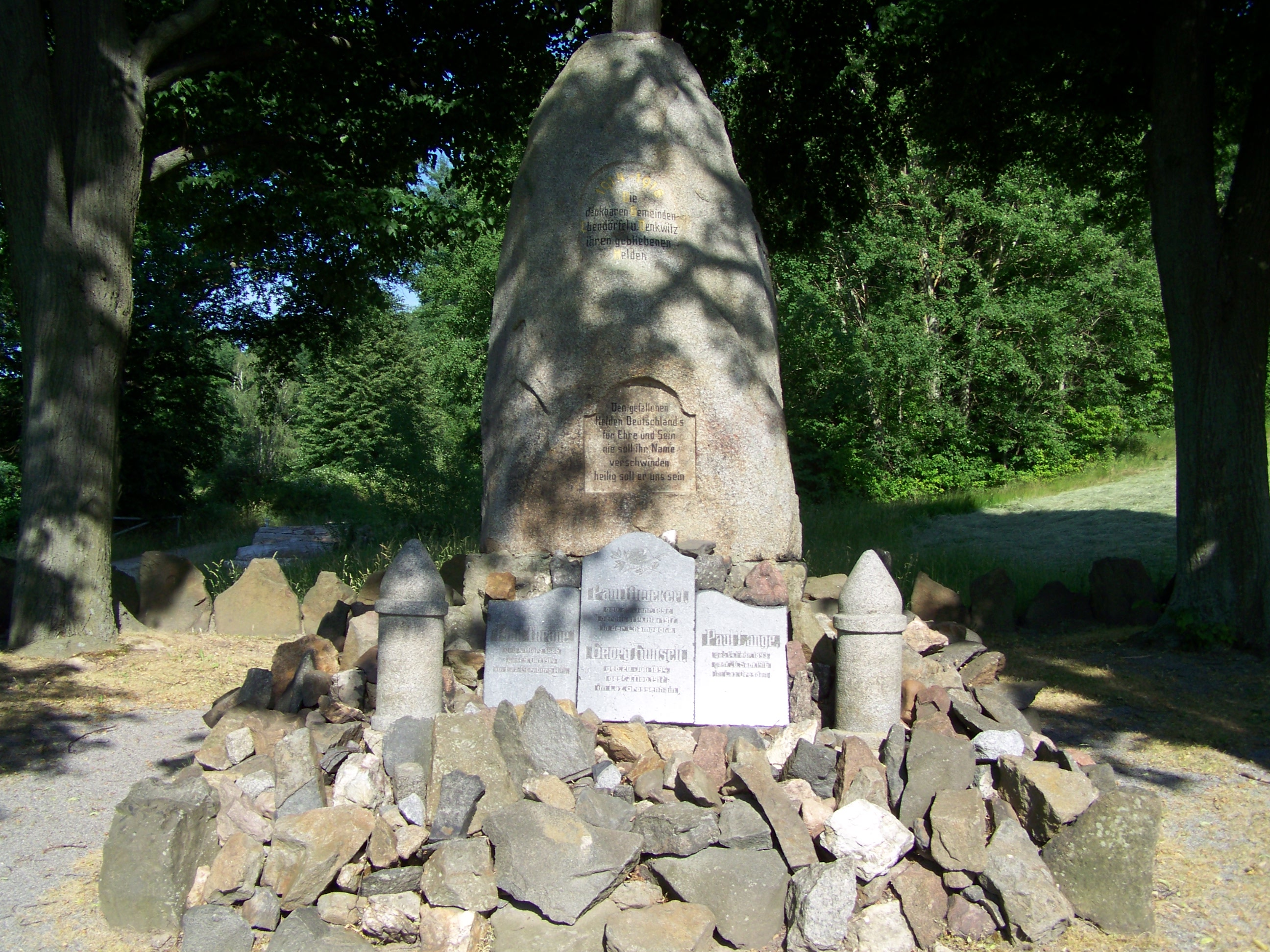
Kriegerdenkmal 1. Weltkrieg, oberhalb von Ebendörfel

Oberhalb des Ortsrandes von Ebendörfel am Waldrand des Berges steht auf etwa 290 m Höhe ein zweisprachig beschriftetes Kriegerdenkmal zu Ehren der Gefallenen des Ersten Weltkrieges. Um den Berg führt ein Ringweg. Der Weg zum Gipfel ist ebenfalls ausgeschildert.